# DENIS J082303.1-491201
DENIS-P J082303.1-491201 är en dubbelstjärna av två bruna dvärgar i den mellersta delen av stjärnbilden Seglet. Den har en skenbar magnitud av ca 20 (R) och kräver ett teleskop med kamera för att kunna observeras. Baserat på parallax på ca 48,4 mas, beräknas den befinna sig på ett avstånd på ca 67 ljusår (21 parsek) från solen. Den rör sig bort från solen med en heliocentrisk radialhastighet på ca 13 km/s.

## Observation
DENIS J082303.1-491201 upptäcktes 2007 av Ngoc Phan-Bao et al som en del av Deep Near Infrared Survey of the Southern Sky eller DENIS för kort.

## Egenskaper
Primärstjärnan DENIS J082303.1-491201 A är en brun dvärgstjärna av spektralklass L1.5. Den har en massa som är ca 0,028-0,063 solmassa och utsänder från dess fotosfär energi motsvarande ca 0,00018 gånger solen vid en effektiv temperatur av ca 2 200 K. Följeslagaren är också en brun dvärg men av spektraltyp L5,5. Den har en massa på 0,018 till 0,045 solmassa och en effektiv temperatur på 1 670 K. Massförhållandet är runt 0,64 till 0,74. Dubbelstjärnan har en omloppsperiod på 248 dygn med en excentricitet på ca 0,36.

## Planetsystem
En substellär följeslagare, DENIS-P J082303.1−491201 b upptäcktes 2013 och inkluderades i NASA:s exoplanetarkiv som den första exoplaneten som upptäcktes med metoden för astrometriexoplanetdetektering.